# Zyprischer Fußballpokal 1949/50
Der Zyprische Fußballpokal 1949/50 war die 13. Austragung des zyprischen Pokalwettbewerbs. Er wurde vom zyprischen Fußballverband ausgetragen. Das Finale fand zunächst am 18. März 1950 im GSP-Stadion von Nikosia statt, musste aber aufgrund von Ausschreitungen am 23. April 1950 an gleicher Stelle wiederholt werden.
Pokalsieger wurde EPA Larnaka. Das Team setzte sich im Finale gegen Titelverteidiger Anorthosis Famagusta durch. 
Alle Begegnungen wurden in einem Spiel ausgetragen. Bei unentschiedenem Ausgang wurde das Spiel um zweimal 15 Minuten verlängert. Stand danach kein Sieger fest, folgte ein Wiederholungsspiel auf des Gegners Platz.

## Teilnehmer
| First Division (8)                                                 | First Division (8)                                                         |
| ------------------------------------------------------------------ | -------------------------------------------------------------------------- |
| - Anorthosis Famagusta - EPA Larnaka - AEL Limassol - AYMA Nikosia | - APOEL Nikosia - Çetinkaya TSK - Olympiakos Nikosia - Pezoporikos Larnaka |

## Viertelfinale
Die Spiele fanden am 26. Februar 1950 statt.
|                      | Ergebnis |                    |
| -------------------- | -------- | ------------------ |
| Anorthosis Famagusta | 2:1      | Olympiakos Nikosia |
| AEL Limassol         | 1:3      | EPA Larnaka        |
| Pezoporikos Larnaka  | 2:1      | AYMA Nikosia       |
| Çetinkaya TSK        | 1:0      | APOEL Nikosia      |

## Halbfinale
|                      | Ergebnis |                     |
| -------------------- | -------- | ------------------- |
| Anorthosis Famagusta | 3:2      | Pezoporikos Larnaka |
| EPA Larnaka          | 3:1      | Çetinkaya TSK       |

## Finale
Acht Minuten vor Spielende führte Anorthosis mit 1:0. EPA bekam einen Elfmeter zugesprochen, mit dem sie den Ausgleich schafften. Der Schiedsrichter ordnete jedoch eine Wiederholung des Elfmeters an und der EPA-Fußballer verfehlte. Dies veranlasste die EPA-Fans, auf das Spielfeld zu stürmen. Das Spiel wurde abgebrochen. Der zyprische Fußballverband entschied über eine Wiederholung des Spiels am 23. April 1950 an gleicher Stelle.
| Paarung              | EPA Larnaka – Anorthosis Famagusta |
| Ergebnis             | 0:1 (0:0) (abgebrochen) |
| Datum                | 19. März 1950 |
| Stadion              | GSP-Stadion, Nikosia |
| Schiedsrichter       | Vasos Aivaliotis |
| Tore                 | 0:1 Costas Vasileiou (79.) |
| EPA Larnaka          | Stavros Spirou „Mavros“ – Takis Christodoulides, Husein Achmet – Takis Noefitou, Stefos Metaxa, Thalis Papadopoulos – Andreas Drousiotis, Dervis Patounas „Arap“, Kokos Cheimonides, Aram Terzian, Aram Tsatirtsian     |
| Anorthosis Famagusta | Kostas Chatzigeorgiou „Kotsios“ – Xanthos Sarris, Moisis Mantzalos – Andreas Lazarides, Aristos Raphael, Fikret Achmet – Tzortzis Avetisian, Costas Vasileiou, Andreas Stilianides, Evaggelos Vatistas, Kostas Meletiou |

### Wiederholungsspiel
| Paarung              | EPA Larnaka – Anorthosis Famagusta |
| Ergebnis             | 2:1 (1:1) |
| Datum                | 23. April 1950 |
| Stadion              | GSP-Stadion, Nikosia |
| Schiedsrichter       | Faik Mouftizate |
| Tore                 | 1:0 Andreas Drousiotis (14.) 1:1 Antonis Papadopoulos (35.) 2:1 Aram Terzian (88., Elfmeter) |
| EPA Larnaka          | Stavros Spirou „Mavros“ – Takis Christodoulides, Husein Achmet – Takis Noefitou, Stefos Metaxa, Thalis Papadopoulos – Andreas Drousiotis, Kostakis Mamas, Kokos Cheimonides, Aram Terzian, Aram Tsatirtsian                           |
| Anorthosis Famagusta | Kostas Chatzigeorgiou „Kotsios“ – Xanthos Sarris, Moisis Mantzalos – Evgenios Zervides „Voskaris“, Aristos Raphael, Fikret Achmet – Antonis Papadopoulos, Andreas Lazarides, Andreas Stilianides, Tzortzis Avetisian, Kostas Meletiou |